# Asher Peres

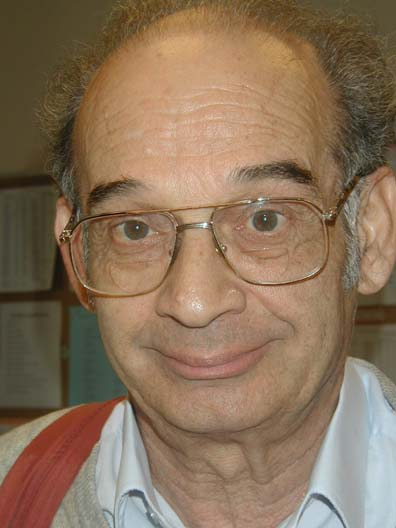
Asher Peres um 2000

Asher Peres (hebräisch אשר פרס; * 30. Januar 1934 als Aristide Pressman in Beaulieu-sur-Dordogne, Frankreich; † 1. Januar, 2005 in Haifa, Israel) war ein israelischer Physiker. Er gilt als einer der Pioniere der Quanteninformationstheorie.

## Leben
Peres wurde als Kind polnischer Eltern jüdischen Glaubens in Frankreich geboren. Er bekam den Namen Aristide, da der von den Eltern gewünschte Name des Großvaters mütterlicherseits, Asher, nicht zulässig war.
Noch im selben Jahr musste die Familie wie alle Gastarbeiter aufgrund der Weltwirtschaftskrise Frankreich verlassen. 1938 nahm Peres die französische Staatsbürgerschaft an und kehrte mit seinen Eltern aus Polen nach Frankreich zurück. Dort überlebte die Familie den Zweiten Weltkrieg. 1949 wanderten sie nach Israel aus. Peres änderte seinen Vornamen in Asher und den Familiennamen von Pressman zu Peres.
Peres studierte am Technion in Haifa und im Kernforschungszentrum in Saclay bei Paris und wurde 1959 mit einer Dissertation zur Gravitationstheorie unter Anleitung von Nathan Rosen promoviert und war (von kurzen Auslandsaufenthalten abgesehen) von 1959 bis zu seinem Tod als Dozent und Professor am Technion tätig.

## Werk
In über 250 Publikationen leistete Peres wichtige Beiträge auf den Gebieten der Gravitationstheorie (unter anderem über Gravitationswellen) und Quantenfeldtheorie und zu den Grundlagen und der Interpretation der Quantenmechanik. Er war einer der Pioniere der Quanteninformationstheorie. Unter anderem war er mit William Wootters, Charles H. Bennett, Gilles Brassard, Claude Crépeau und Richard Jozsa 1993 einer der Entdecker der Quantenteleportation und schlug das Peres-Horodecki-Kriterium zur Unterscheidung verschränkter und separabler Zustände vor.